# Ialyssus tuberculatus
Ialyssus tuberculatus är en skalbaggsart som först beskrevs av Olivier 1795.  Ialyssus tuberculatus ingår i släktet Ialyssus och familjen långhorningar. Inga underarter finns listade i Catalogue of Life.

## Bildgalleri

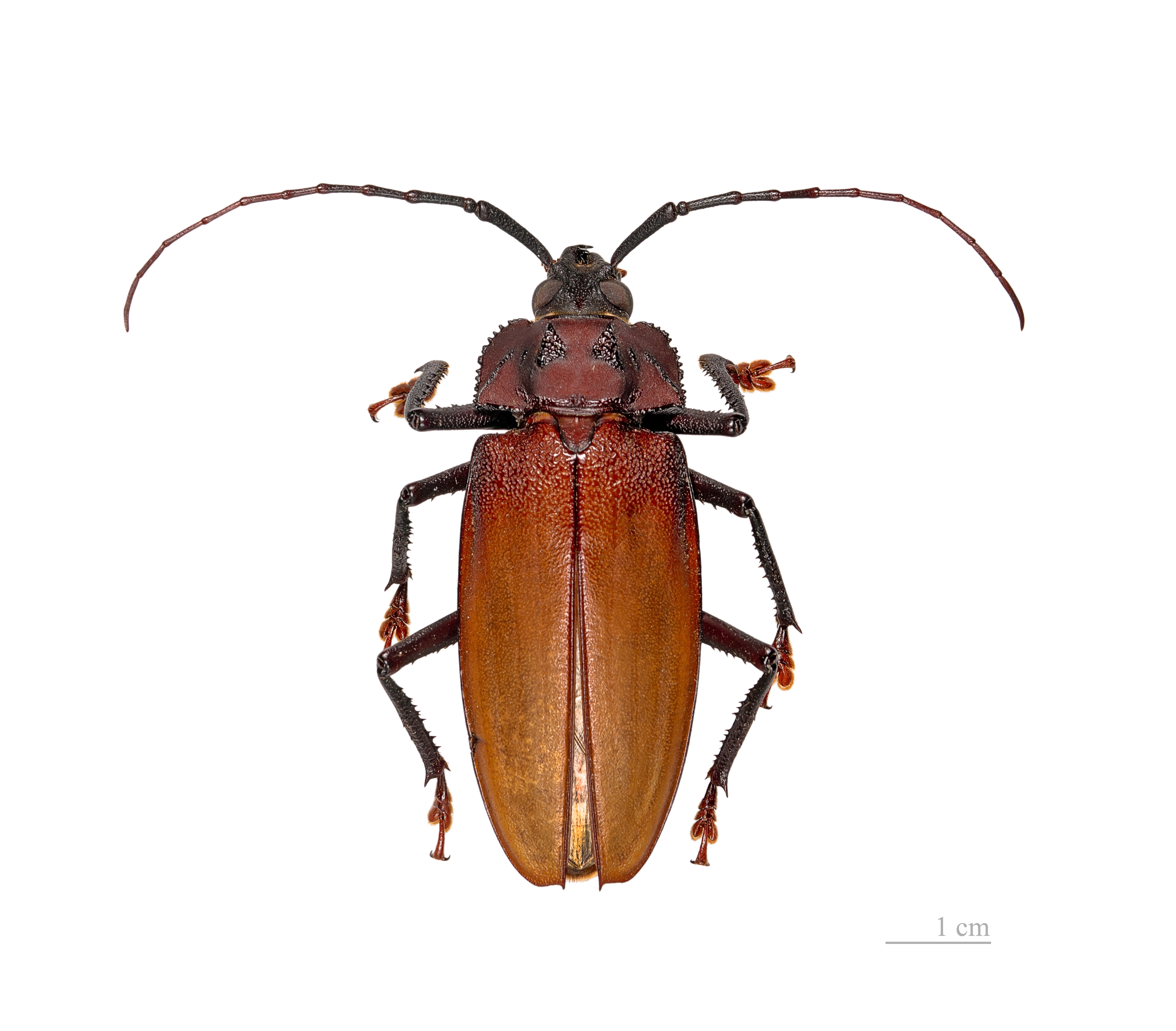